# Essing
Essing è un comune tedesco di 1 006 abitanti, situato nel Land della Baviera.
Il suo territorio è bagnato dal fiume Altmühl.